# Matteo Carcassi
Matteo Carcassi (Firenze, 1792. – Párizs, 1853. január 16.) olasz gitárművész és zeneszerző.

## Élete
Carcassi először zongorán kezdett el játszani, de kiskorában gitáron is tanult. Hamar hírnevet szerzett gitárvirtuózként.
1810-ben Németországba, majd 1815-ben Párizsba költözött. Ott zongora- és gitártanárként dolgozott. 1819-ben egy Németországi koncertturnén ismerte meg barátját, Antoine Meissonnier-t, egy másik híres gitárost. Carcassi sok művét kiadta Meisonnier Párizsi kiadóvállalata.
1820-tól élete nagy részét Párizsban töltötte. 1823-ban nagy hírnévre tett szert a londoni koncertjei által. Párizsban mégis sok idő telt el a tényleges felfedezéséig, részben Ferdinando Carulli miatt, akit nagyon kedvelt a közönség.
1824 őszén Carcassi ismét Németországba ment, ahol a londoni sikerei lehetőséget adtak magasabb rangú koncertek szervezésére. Végül visszatért Párizsba. A következő években Európai több fontos kulturális városában is voltak koncertjei, Londonban is. 1840 körül befejezte a koncertjeit, és 1853. január 16-án a francia fővárosban meghalt.

## Fordítás
- Ez a szócikk részben vagy egészben  a   Matteo Carcassi című angol Wikipédia-szócikk fordításán alapul.  Az eredeti cikk szerkesztőit annak laptörténete sorolja fel. Ez a jelzés csupán a megfogalmazás eredetét és a szerzői jogokat jelzi, nem szolgál a cikkben szereplő információk forrásmegjelöléseként.